# Даргинский драматический театр имени О. Батырая
Даргинский драматический театр имени О. Батырая (дарг. Батирайла уличилси Даргала музыкала-драмала театр) — театр в городе Избербаш Республики Дагестан. В театре ставятся спектакли на даргинском языке. В репертуар входят как оригинальные пьесы даргинских авторов, так и произведения русской и мировой классики театрального искусства.
В 1955 году по просьбе правительства Дагестанской АССР при Ереванском художественно-театральном институте была создана даргинская театральная студия. 11 сентября 1961 года Даргинский театр был открыт. В 2002 году театр был полностью реконструирован, но в 2007 сильно пострадал от пожара ,
после 10-летней реконструкции 27 февраля 2019 года был торжественно переоткрыт.
8 апреля 2021 года в зале даргинского театра был проведён масштабный концерт Профессионально-Педагогического колледжа им. М. М. Меджидова, приуроченный к 100 летию автономии ДАССР. 
В театре ставились спектакли по произведениям даргинских авторов А. Абу-Бакара, Х. М. Алиева, С. Р. Рабаданова, а также Р. Г. Гамзатова, К. Гольдони, Э. Золя, М. Ю. Лермонтова, Ж.-Б. Мольера, А. П. Чехова, У. Шекспира и др.
В труппе театра по состоянию на 2012 год входили 6 заслуженных и 3 народных артиста Дагестана, а также 1 заслуженный и 1 народный (Н. М. Ибрагимов) артист России.